# Peine de mort en Égypte
La peine de mort est toujours en vigueur en Égypte. Selon Amnesty International, le pays a prononcé 264 condamnations à mort en 2020 et au moins 107 exécutions capitales ont eu lieu.

## Histoire
La pratique de la peine de mort en Égypte est avérée depuis la création de l'État moderne, et est soutenue par une grande partie de l'opinion publique. En 2011, 123 exécutions ont été recensées ; 91 en 2012 et 109 en 2013, ce qui faisait de l'Égypte le pays du Moyen-Orient comptant le plus d'exécutions capitales, devant l'Iran. En 2018, ce nombre avait baissé au moins 43 personnes exécutées, ce qui faisait toutefois de l’Égypte le sixième pays exécutant le plus de condamnés au monde. À partir de 2018, « le nombre de sentences capitales prononcées est monté en flèche jusqu'à atteindre 717 condamnations à mort, chiffre le plus élevé jamais enregistré par Amnesty International dans le pays ». Entre 2019 et 2020, il est estimé que le nombre d'exécutions triple dans le pays, pour s'établir à 107 selon Amnesty International, dont quatre femmes,,.
De son côté, l'ONG Reprieve, basée à Londres, estime qu'au moins 2 159 personnes ont été condamnées à mort entre 2014 et 2018 ; mais des centaines d'entre elles ont ensuite vu leurs condamnations commuées en peines de prison.
Le gouvernement égyptien ne communique pas sur le nombre d'exécutions, qui ne peut être qu'estimé par les organisations de lutte pour les droits de l'homme.

## Motifs de condamnations
La jurisprudence criminelle égyptienne est fondée sur la charia, et les motifs de condamnation à mort en découlent directement.
Les crimes passibles de la peine de mort sont nombreux en Égypte, et ne se limitent pas aux crimes de droit commun. Notamment, les personnes condamnées pour terrorisme sont couramment condamnées à mort. Plusieurs familles de victimes estiment que la rapidité des procédures et des condamnations impliquent une gestion politique de nombreux jugements.
Didier Billion estime que le nombre très élevé de condamnation est à interpréter uniquement sous l'angle politique, d'une part comme une tentative d'écrasement des Frères musulmans, d'autre part comme une affirmation musclée de l'intangibilité du régime mis en place par Abdel Fattah al-Sissi.
Par ailleurs, les condamnations sont très contestées par les défenseurs des droits de l'homme du fait de l'usage régulier de la torture pour extorquer des aveux aux accusés, et de l'impossibilité chronique pour eux de consulter leur avocat,.

## Méthodes d'exécution
Les condamnés à mort en Égypte sont exécutés par pendaison (et par peloton d’exécution pour la justice militaire). Les peines de mort sont par ailleurs exécutables immédiatement.